# Жадность (фильм, 1994)
«Жадность» (англ. Greedy, букв. «Алчные») — кинокомедия Джонатана Линна, выпущенная 4 марта 1994 года.

## Сюжет
Жадные родственники богатого, но прикованного к инвалидной коляске металлоломного магната, дяди Джо Мактига (Кирк Дуглас) постоянно подлизываются к нему чтобы завоевать благосклонность и унаследовать миллионы после его смерти. После ряда постоянно проваливающихся попыток, когда дядя Джо начал выказывать определённый интерес к «медсестре» Молли Ричардсон (Оливия д’Або), семья приходит к решению вернуть Дэниела МакТиг-старшего, который в своё время отвернулся от них, надеясь, что если у них получится, дядя Джо потеплеет по отношению к ним.
Но вместо него, они находят кузена Дэнни МакТиг-младшего (Майкл Джей Фокс) — сына Дэниела, от кого дядя Джо всегда был в большом восторге. Уже будучи профессиональным боулером, Дэнни покинул семью вместе с отцом, но он принимает приглашение вернуться, особенно после проигрыша на большом турнире, когда победа была уже очевидна. Также Дэнни узнаёт, что у него ранняя форма артрита запястья.
Девушка Дэнни, Робин (Нэнси Трэвис), продюсер телевизионных спортивных шоу, вдохновляет его попросить в долг у дяди Джо 300 000 долларов для инвестиций в боулинг-клуб. Как всегда грубый дядя Джо отвечает, что он одолжит деньги только в том случае, если Дэнни присоединится к нему против своего отца. Дэнни оскорблён, но начинает конкурировать за деньги дяди Джо, только бы не допустить их попадания к «медсестре» или жадным родственникам.
В конце концов дядя Джо соглашается оставить всё Дэнни, сознавшись, что он погряз в долгах и просто хотел выяснить «кто действительно меня любит». Дэнни и Робин соглашаются позаботиться о нём, но у дяди Джо ещё осталось несколько сюрпризов для них.

## В ролях
- Майкл Джей Фокс — Дэнни МакТиг-Младший
  - Бо Байрон — Дэнни в детстве
- Кирк Дуглас — Джо МакТиг, дядя
  - Адам Хэндершотт — Джо в 9 лет
  - Эрик Ллойд — Джо в 6 лет
- Нэнси Трэвис — Робин Хантер
- Оливия Д’Або — Молли Ричардсон
- Фил Эдвард Хартман — Фрэнк
- Эд Бегли-младший — Карл МакТиг
  - Ронни Прэттимэн — Карл в детстве
- Джир Бёрнс — Глен
- Коллин Кэмп — Пэтти
- Боб Балабан — Эд
- Джойс Хазер — Мьюриел
- Мэри Эллен Трейнор — Нора МакТиг
- Кевин Маккарти — Барлетт
- Ханди Александер — Лора Денсмор
- Джонатан Линн — Дуглас, дворецский
- Том Мэйсон — Дэниэл МакТиг-Старший, актёр
- Фрэнсис К. МакКарти — Дэниэл МакТиг-Старший
- Кирстен Данст — Джолин
- Лиза Брэдли — Джотти
- Райан Зах — Супермен
- Рита Гомес — Иоланда
- Джон Лафаетт — Уэйн

- Фамилия главного персонажа «Мактиг» является отсылкой к фильму 1924 года «Алчность» и одноимённому роману McTeague, которые описывают воздействие алчности на человека.
- Теглайн фильма: «Если есть завещание… найдутся и родственники» (англ. Where there’s a will…there’s a relative).